# Aéroport Santander Seve Ballesteros
L'aéroport Seve Ballesteros-Santander (code IATA : SDR • code OACI : LEXJ) (en espagnol : aeropuerto Seve Ballesteros-Santander), aussi appelé aéroport de Parayas, est l'aéroport de la ville de Santander en Espagne et le seul de Cantabrie.
Il a accueilli 1 117 617 passagers en 2012. Depuis le 16 avril 2015, il porte le nom du golfeur Severiano Ballesteros, sportif cantabre le plus connu au niveau international.

## Histoire

### Aérodrome de Santander
Le premier festival aérien de Santander se déroula en 1910. Le terrain utilisé, situé à l'Ouest de la région de La Albericia, devint alors le premier aérodrome de la ville.

En 1936 et 1937, les activités de l'aérodrome ont dû être partagées avec un nouvel aérodrome appelé Pontejos o Rubayo, construit à l'est de la baie. Après la guerre civile, La Albericia partageait le peu de trafic avec la base militaire installée à l'aérodrome.

En 1948, l'aérodrome fut ouvert au trafic civil national et international ainsi qu'aux escales techniques commerciales. Cependant à partir de 1945, du aux limitations de l'aérodrome, la construction d'un nouvel aéroport fut considéré. Après plusieurs études, il a été décidé de situer le nouvel aéroport à 4 kilomètres au sud de la ville, sur les terrains marécageux de la baie de Santander.

### Aéroport de Santander
Le texte suivant utilise, en partie, des éléments traduits de son homologue espagnol.
Le nouvel aéroport ouvrit le 25 septembre 1953, ce même jour La Albericia fut fermé. Il fut nommé aéroport de Parayas, avait une piste de 1150 mètres de long et 70 mètres de large, un petit terminal, des bureaux aéroportuaires et une tour de contrôle.

En 1957, l'aéroport de Parayas reçut la classification d'international.

En décembre 1959, la marée brisa la digue qui protégeait la zone marécageuse, l'aéroport et la piste furent inondées par la mer Cantabrique. Les infrastructures subirent de graves dommages et une nouvelle digue a été construite capable de résister aux aléas de la mer.

En 1965, Parayas a été officiellement nommé "aéroport de Santander".

En 1973, il a été décidé qu'une nouvelle conception était nécessaire, l'aéroport devenant trop petit. La piste fut allongée jusqu'à 2400 mètres et permit les vols visuels et instrumentaux. Un nouveau terminal et d'autres infrastructures aéroportuaires, dont une nouvelle tour de contrôle, ont été construits (le coût des travaux était supérieur à 1 100 millions de pesetas d'époque. L'aéroport a dû être fermé à partir d'avril 1974 et les travaux se sont terminés en 1976.

Le 8 août 1977, l'aéroport de Santander fraichement rénové fut rouvert. Le premier vol fut effectué par un Douglas DC-9 nommé « Ciudad de Santander » (Ville de Santander en espagnol) d'Iberia qui effectuait la ligne Barcelone – Santander – Saint-Jacques-de-Compostelle.

En 2007, des travaux d'extension de l'aéroport commencèrent. Le coût des travaux était alors estimé à plus de 20 millions d'euros.

En décembre 2010, ont été inaugurées des installations modernisées représentant un investissement de 37,8 millions d'euros. L'aéroport atteint une capacité annuelle, en nombre de passagers, supérieure à 2 millions. La construction d'une voie de circulation ou taxiway parallèle à la piste a été réalisée et porte la capacité opérationnelle de l'aéroport à 22 mouvements par heure. Par ailleurs, la plateforme de stationnement d'appareils a été agrandie et la tour de contrôle, rénovée.

## Situation
| \| 100 km1:11 216 000 \| Alicante Almería Andorre Badajoz Barcelone Bilbao Burgos León Castellón · de la Plana Ceuta Gérone Grenade Ibiza Jerez La Corogne Lleida Logroño Madrid Málaga Melilla Minorque Murcie Oviédo Palma de · Majorque Pampelune Reus Sabadell Saint-Jacques Saint-Sébastien Salamanque Santander Saragosse Séville Valence Valladolid Vigo Vitoria |
| 100 km1:11 216 000 |

Voir les Îles Canaries

## Compagnies aériennes et destinations
| Compagnies      | Destinations |
| --------------- | --- |
| Binter Canarias | Las Palmas/Gran Canaria , Ténériffe-Nord |
| Iberia          | Madrid-Barajas En saison : Jerez de la Frontera, Las Palmas/Gran Canaria, Valence, Vigo-Peinador |
| Ryanair         | - Alicante-Elche, - Bergame-Orio al Serio, - Birmingham, - Charleroi Bruxelles-Sud, - Dublin, - Édimbourg, - Londres-Stansted, - Malaga-Costa del Sol, - Manchester, - Marrakech-Ménara, - Paris-Beauvais, - Rome Léonard-de-Vinci/Fiumicino, - Valence, - Venise - Marco Polo, - Vienne-Schwechat En saison: Barcelone-El Prat, Bologne-Borgo Panigale, Séville-San Pablo |
| Volotea         | Séville-San Pablo En saison : Ibiza, Minorque-Mahón, Région de Murcie |
| Vueling         | Barcelone-El Prat En saison : Palma de Majorque, Paris-Orly |
| Wizz Air        | En saison: Bucarest-H. Coandă |

Édité le 01/02/2020  Actualisé le 16/04/2023

## Statistiques d'opérations
En 2012, l'aéroport était le 20e d'Espagne en nombre de passagers et le 23e en nombre de mouvements.
| Année             | Nombre de passagers | Évolution | Mouvements | Évolution |
| ----------------- | ------------------- | --------- | ---------- | --------- |
| 2012 (Provisoire) | 1 117 617           | 0,1 %     | 15 148     | 11,3 %    |
| 2011              | 1 116 398           | 21,4 %    | 17 072     | 2,4 %     |
| 2010              | 919 871             | 4,0 %     | 16 667     | 11,1 %    |

Pour des raisons techniques, il est temporairement impossible d'afficher le graphique qui aurait dû être présenté ici.

Voir la requête brute et les sources sur Wikidata.